# Evergreen
Evergreen (engl. evergreen - vječno zelen, zimzelen) u jazzu i suvremenoj zabavnoj glazbi popularno djelo koje godinama ili desetljećima ne silazi sa standardnog repertoara određenog pjevača, glazbenog sastava, ali i općenito kao uvijek rado slušana melodija. U početku se pojam odnosio na šlagere, ali kako su se njime popularizirali i druge podvrste zabavne glazbe (pop, rock) proširio na gotovo sve oblike zabavne glazbe.
Zlatko Gall je u Glazbenom leksikonu za evergreen napisao: "vječna melodija" iliti glazbena zimzelen nepodložna trendovskim mijenama i kolebljivom ukusu masovne publike. 
Da bi se određena skladba smatrala evergreenom ne treba ostvariti iznenadan kratkotrajni (višemjesečni ili jednogodišnji) uspjeh nakon izlaženja, već biti u dugotrajnom razdoblju ↓b1 izvođena na glazbenoj sceni i biti prihvaćena od slušateljstva. Najčešće se za evergreene uzimaju pjesme prema kojima se prepoznaje neki pjevač ili glazbeni sastav ili koja je obilježila njihovo glazbeno djelovanje.

## Zanimljivosti
Hrvatska radiotelevizija održala je revijalno televizijsko natjecanje u kojem su hrvatske glazbene zvijezde, uz pratnju Revijskog orkestra HRT-a pod ravnanjem Saše Nestorovića, pjevale hrvatske glazbene uspješnice iz razdoblja između 1950-ih i 2000-ih. U završnoj večeri, održanoj početkom ožujka 2009. u Kristalnoj dvorani opatijskog hotela Kvarner, između 84 odabrane skladbe, gledatelji programa najviše su glasova (njih 5641) dali pjesmi "Zaustavi se vjetre" Marko Perković Thompson u izvedbi Vanne, čime je ona postala pobjednikom hrvatskog izbora najboljeg evergreena.